# 이케베 신이치로

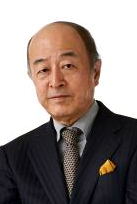

이케베 신이치로(池辺晋一郎, 1943년 9월 15일 -)는 일본의 작곡가이다.
이바라키현 미토시 출신으로, .피아노를 사용하여 독학하고 있었다. 이웃에 있던 다치바나 다카시의 집과 가족교제가 있어, 다치바나도 이케베도 서로의 집의 장서까지 읽고 있었다. 1963년 도쿄도립 신주쿠 고등학교 졸업하였고, 1967년 도쿄 예술대학 음악학부 작곡과 졸업. 후 1971년, 동 대학원 수료하였다. 대학에서는 이케노우치 도모지로 등을 사사하였다.
도쿄 예술대학 재학 중에 쓴 실내악곡에서 주목을 받고, 타케미츠 토오루의 눈에 머물며 한때 영화 음악의 어시스턴트를 맡았다. 10곡의 교향곡을 비롯한 연주회용 작품 외에, 구로사와 아키라나 이마무라 쇼헤이의 감독 작품을 비롯한 영화 음악, 교가, NHK 대하드라마나 애니메이션 “미래소년 코난” 등의 TV 프로그램 음악도 많이 다루고 있다. 음악가로서 해외 유학의 경험이 없는 세대의 최초로서 노다 데루유키 등과 나란히 언급된다.